# Catalogue of Galactic Planetary Nebulae
El Catalogue of Galactic Planetary Nebulae (Version 2000), Catálogo de Nebulosas Planetarias Galácticas en inglés, es un catálogo astronómico de nebulosas planetarias (PNe) que aparece en el Abhandlungen aus der Hamburger Sternwarte, Band XII en el año 2001. Es una continuación del CGPN (1967) y contiene 1510 objetos clasificados como PNe en la Vía Láctea hasta el final del año 1999. También se incluyen en listas separadas posibles objetos pre-PNe y posibles objetos post-PNe. El catálogo está restringido a los datos de la localización y la identificación de los objetos, aunque también incluye datos referentes al descubrimiento de cada objeto.
Las citas de los objetos indexados en el catálogo utilizan la abreviatura PK antes del número de catálogo, correspondiente a las iniciales del apellido de sus autores, los astrónomos checos Luboš Perek y Luboš Kohoutek.
El catálogo está disponible vía Internet en el Centre de Données astronomiques de Strasbourg (CDS) y en el Observatorio de Hamburgo.